# アッル・アラヴィンド
アッル・アラヴィンド（Allu Aravind、1949年1月10日 - ）は、インドのテルグ語映画で活動する映画プロデューサー、映画製作会社ギータ・アーツ経営者。

## 人物
アッル・ラーマリンガイヤの息子であり、アッル・ヴェンカテーシュ、アッル・アルジュン、アッル・シリシュの父親である。ラーム・チャランの母方の叔父でもある。
代表的なプロデュース作品として『Vijetha』『Master』『Ninaithen Vandhai』『Mangalyam Tantunanena』『Gangotri』『Johnny』『Arya』『Jalsa』『Ghajini』『マガディーラ 勇者転生』『Darling』『Sarrainodu』『Dhruva』がある。

## キャリア

### 映画製作
2008年に製作したパワン・カリヤーン主演作『Jalsa』は1000万ドルの興行収入を記録し、同年公開のテルグ語映画で第2位の興行成績となった。同年公開のアーミル・カーン主演作『Ghajini』は興行収入4500万ドルを記録している。2009年に製作した『マガディーラ 勇者転生』は2500万ドルの興行収入を記録し、当時のテルグ語映画史上最高額の興行記録を更新した。同作はストーリーや特殊効果が高く評価され、国家映画賞 特殊効果賞、フィルムフェア賞 テルグ語映画部門作品賞など多くの映画賞を受賞している。

### 政治活動
義弟チランジーヴィの政界進出に影響を与えた重要なブレーンとされている。2009年にローク・サバー議員選挙の立候補者として名乗りを上げ、ヴィシャーカパトナム選挙区からの出馬が示唆された。アラヴィンドはチランジーヴィが立ち上げたプラジャ・ラジャム党の結党当初から党運営を取り仕切り、立候補者選定にも大きな影響力を持っていたが、その手法に反発する副党首や書記長が辞任しており、また立候補者の選定を巡って身内のパワン・カリヤーンとコニデラ・ナゲンドラ・バーブとも対立していた。党はインド国民会議やテルグ・デサム党に不満を抱く人々の支持を得られる立場にあったものの、ローク・サバーで1議席、アーンドラ・プラデーシュ州議会で18議席しか獲得することができず、アラヴィンドとチランジーヴィの党運営の手法に批判が集まる事態となった。アラヴィンドは2011年にインド国民会議と合併してプラジャ・ラジャム党が消滅するまでの間、同党の書記長を務めていた。

## フィルモグラフィー

### テルグ語映画
| - Banthrotu Bharya（1974年） - Devude Digivaste（1975年） - Maavullo Mahasivudu（1979年） - Yamakinkarudu（1982年） - Subhalekha（1982年） - Hero（1984年） - Vijetha（1985年） - Pasivadi Pranam（1987年） - Aradhana（1987年） - Chakravarthy（1987年） - Nyayam Kosam（1988年） - Attaku Yamudu Ammayiki Mogudu（1989年） - Rowdy Alludu（1991年） - Mechanic Alludu（1993年） - Pelli Sandadi（1996年） - Akkada Ammayi Ikkada Abbayi（1996年） - Master（1997年） - Paradesi（1998年） - Iddaru Mitrulu（1999年） - Annayya（2000年） | - Daddy（2001年） - Pellam Oorelithe（2003年） - Gangotri（2003年） - Johnny（2003年） - Andarivaadu（2005年） - Happy（2006年） - Jalsa（2008年） - マガディーラ 勇者転生（2009年） - 100% Love（2011年） - Badrinath（2011年） - Kotha Janta（2014年） - Pilla Nuvvu Leni Jeevitham（2014年） - Bhale Bhale Magadivoy（2015年） - Sarrainodu（2016年） - Srirastu Subhamastu（2016年） - Dhruva（2016年） - Geetha Govindam（2018年） - Taxiwaala（2018年） - Prati Roju Pandage（2019年） - ヴァイクンタプラムにて（2020年） |

### ヒンディー語映画
- Pratibandh（1990年）
- The Gentleman（1994年）
- Mere Sapno Ki Rani（1997年）
- Kunwara（2000年）
- Kya Yehi Pyaar Hai（2002年）
- Calcutta Mail（2003年）
- Ghajini（2008年）
- Jersey（2020年）

### カンナダ語映画
- Mangalyam Tantunanena（1998年）
- Sundaranga Jaana（2016年）

### タミル語映画
- Mappillai（1989年）
- Ninaithen Vandhai（1998年）
- Darling（2015年）